# Василь Олександрович (князь рязанський)
Василь II Олександрович (рос. Василий Александрович; д/н — 1351) — великий князь рязанський у 1344—1351 роках.

## Життєпис
За різними версіями був сином князя Олександра Ярославича Рязанського або князя Олександра Михайловича Пронського. Відомостей про нього обмаль.
1343 року після смерті Ярослава-Дмитра Олександровича брат Василя — Іван — стає новим великим князем Рязанським. Втім 1344 року за невідомих обставин поступився владою в Рязані братові Василю. Василь Олександрович помер близько 1351 року майже одночасно з братом Іваном, можливо, під час епідемії чуми. Йому спадкував стрийко (або небіж) Олег II.